# Saint-Médard (Charente)
Saint-Médard é uma comuna francesa na região administrativa da Nova Aquitânia, no departamento de Charente. Estende-se por uma área de 8,24 km². Em 2010 a comuna tinha 327 habitantes (densidade: 39,7 hab./km²).